# Mustangs Płock
I Mustangs Płock sono una squadra di football americano di Płock, in Polonia, fondata nel 2006.

## Dettaglio stagioni

### Tornei nazionali

#### Topliga
| Stagione | regular season | regular season | regular season | regular season | regular season | regular season | playoff | playoff | playoff | playoff | playoff | playoff   | playoff          |
|          | Vin            | Par            | Per            | Tot            | PF             | PS             | Vin     | Per     | Tot     | PF      | PS      | risultato | avversaria       |
| -------- | -------------- | -------------- | -------------- | -------------- | -------------- | -------------- | ------- | ------- | ------- | ------- | ------- | --------- | ---------------- |
| 2018     | 6              | 0              | 0              | 6              | 234            | 18             | 0       | 1       | 1       | 6       | 38      | Wild Card | Husaria Szczecin |
| Totale   | 6              | 0              | 0              | 6              | 234            | 18             | 0       | 1       | 1       | 6       | 38      |           |                  |

Fonti: Enciclopedia del Football - A cura di Roberto Mezzetti

#### PLFA I (secondo livello)/PLFA II (secondo livello)
| Stagione | regular season | regular season | regular season | regular season | regular season | regular season | playoff | playoff | playoff | playoff | playoff | playoff             | playoff                |
|          | Vin            | Par            | Per            | Tot            | PF             | PS             | Vin     | Per     | Tot     | PF      | PS      | risultato           | avversaria             |
| -------- | -------------- | -------------- | -------------- | -------------- | -------------- | -------------- | ------- | ------- | ------- | ------- | ------- | ------------------- | ---------------------- |
| 2008     | 2              | 0              | 4              | 6              | 97             | 152            | -       | -       | -       | -       | -       | -                   | -                      |
| 2009     | 4              | 0              | 2              | 6              | 189            | 51             | 0       | 1       | 1       | 6       | 26      | Wild Card           | Bielawa Owls           |
| 2010     | 3              | 0              | 3              | 6              | 112            | 88             | 1       | 2       | 3       | 57      | 65      | Quarto posto        | Fireballs Wielkopolska |
| 2011     | 5              | 0              | 1              | 6              | 158            | 55             | 2       | 2       | 4       | 45      | 48      | Finale/Non promossi | Zagłębie Steelers      |
| 2012     | 2              | 0              | 4              | 6              | 95             | 146            | -       | -       | -       | -       | -       | -                   | -                      |
| 2013     | 1              | 0              | 5              | 6              | 45             | 176            | -       | -       | -       | -       | -       | -                   | -                      |
| 2014     | 2              | 0              | 6              | 8              | 62             | 220            | -       | -       | -       | -       | -       | -                   | -                      |
| Totale   | 19             | 0              | 25             | 44             | 758            | 888            | 3       | 5       | 8       | 108     | 139     |                     |                        |

Fonti: Enciclopedia del Football - A cura di Roberto Mezzetti

#### PLFA II (terzo livello)
| Stagione | regular season | regular season | regular season | regular season | regular season | regular season | playoff | playoff | playoff | playoff | playoff | playoff          | playoff            |
|          | Vin            | Par            | Per            | Tot            | PF             | PS             | Vin     | Per     | Tot     | PF      | PS      | risultato        | avversaria         |
| -------- | -------------- | -------------- | -------------- | -------------- | -------------- | -------------- | ------- | ------- | ------- | ------- | ------- | ---------------- | ------------------ |
| 2017     | 4              | 0              | 2              | 6              | 169            | 137            | 0       | 1       | 1       | 0       | 41      | Quarti di finale | Crusaders Warszawa |
| Totale   | 4              | 0              | 2              | 6              | 169            | 137            | 0       | 1       | 1       | 0       | 41      |                  |                    |

Fonti: Enciclopedia del Football - A cura di Roberto Mezzetti

#### LFA9
Questi tornei non sono considerati ufficiali in quanto organizzati da una federazione "rivale" rispetto a quella ufficialmente riconosciuta dagli organismi nazionali e internazionali.
| Stagione | regular season | regular season | regular season | regular season | regular season | regular season | playoff | playoff | playoff | playoff | playoff | playoff    | playoff      |
|          | Vin            | Par            | Per            | Tot            | PF             | PS             | Vin     | Per     | Tot     | PF      | PS      | risultato  | avversaria   |
| -------- | -------------- | -------------- | -------------- | -------------- | -------------- | -------------- | ------- | ------- | ------- | ------- | ------- | ---------- | ------------ |
| 2019     | 3              | 0              | 1              | 4              | 122            | 39             | 0       | 1       | 1       | 8       | 28      | Semifinale | Bielawa Owls |
| Totale   | 3              | 0              | 1              | 4              | 122            | 39             | 0       | 1       | 1       | 8       | 28      |            |              |

Fonti: Enciclopedia del Football - A cura di Roberto Mezzetti

#### PLFA8
| Stagione | regular season | regular season | regular season | regular season | regular season | regular season | playoff | playoff | playoff | playoff | playoff | playoff          | playoff            |
|          | Vin            | Par            | Per            | Tot            | PF             | PS             | Vin     | Per     | Tot     | PF      | PS      | risultato        | avversaria         |
| -------- | -------------- | -------------- | -------------- | -------------- | -------------- | -------------- | ------- | ------- | ------- | ------- | ------- | ---------------- | ------------------ |
| 2015     | 2              | 0              | 2              | 4              | 56             | 48             | 1       | 1       | 2       | 26      | 28      | Quarti di finale | Husaria Szczecin B |
| 2016     | 4              | 0              | 0              | 4              | 128            | 34             | 3       | 1       | 4       | 88      | 44      | Finale           | OldBoys Warszawa   |
| Totale   | 6              | 0              | 2              | 8              | 184            | 82             | 4       | 2       | 6       | 114     | 72      |                  |                    |

Fonti: Enciclopedia del Football - A cura di Roberto Mezzetti

#### PLFA J-11
| Stagione | regular season | regular season | regular season | regular season | regular season | regular season | playoff | playoff | playoff | playoff | playoff | playoff    | playoff          |
|          | Vin            | Par            | Per            | Tot            | PF             | PS             | Vin     | Per     | Tot     | PF      | PS      | risultato  | avversaria       |
| -------- | -------------- | -------------- | -------------- | -------------- | -------------- | -------------- | ------- | ------- | ------- | ------- | ------- | ---------- | ---------------- |
| 2017     | 3              | 0              | 1              | 4              | 78             | 17             | 0       | 1       | 1       | 6       | 20      | Semifinale | Panthers Wrocław |
| Totale   | 3              | 0              | 1              | 4              | 78             | 17             | 0       | 1       | 1       | 6       | 20      |            |                  |

Fonti: Enciclopedia del Football - A cura di Roberto Mezzetti

#### PLFAJ/PLFA J-8
| Stagione | regular season | regular season | regular season | regular season | regular season | regular season | playoff | playoff | playoff | playoff | playoff | playoff   | playoff      |
|          | Vin            | Par            | Per            | Tot            | PF             | PS             | Vin     | Per     | Tot     | PF      | PS      | risultato | avversaria   |
| -------- | -------------- | -------------- | -------------- | -------------- | -------------- | -------------- | ------- | ------- | ------- | ------- | ------- | --------- | ------------ |
| 2014     | 1              | 0              | 3              | 4              | 74             | 124            | -       | -       | -       | -       | -       | -         | -            |
| 2015     | 2              | 0              | 2              | 4              | 29             | 36             | -       | -       | -       | -       | -       | -         | -            |
| 2016     | 2              | 0              | 2              | 4              | 100            | 82             | -       | -       | -       | -       | -       | -         | -            |
| 2017     | 4              | 0              | 0              | 4              | 156            | 6              | 3       | 1       | 4       | 78      | 24      | Finale    | Bielawa Owls |
| Totale   | 9              | 0              | 7              | 16             | 359            | 248            | 3       | 1       | 4       | 78      | 24      |           |              |

Fonti: Enciclopedia del Football - A cura di Roberto Mezzetti

### Riepilogo fasi finali disputate
| Anno              | Luogo    | Evento  | Fase del torneo  | Incontro                            | Risultato |
| 9 settembre 2017  | Varsavia | PLFA II | Quarti di finale | Crusaders Warszawa - Mustangs Płock | 41 - 0    |
| 17 giugno 2018    | Płock    | Topliga | Wild Card        | Mustangs Płock - Husaria Szczecin   | 6 - 38    |
| 16 settembre 2019 | Bielawa  | LFA9    | Semifinale       | Bielawa Owls - Mustangs Płock       | 28 - 8    |